# Dagmar Štěpánková
Dagmar Štěpánková-Černá (Hořice, 1953) is een Tsjechisch beeldhouwer, illustrator en docent.

## Leven en werk
Štěpánková studeerde aan de middelbare technische school voor steen- en beeldhouwkunst in Hořice en vervolgens aan de Academie voor Schone Kunsten in Praag, onder leiding van Jiří Bradáček. Na haar studie werd ze docent modelleren en tekenen aan de beeldhouwschool van Hořice. Štěpánková was in de jaren 1990 betrokken bij een beeldenproject in het Nederlandse Borger-Odoorn, een partnergemeente van Hořice.

## Enkele werken
- 1990, 2007 Oorlogsmonument, ul. Pardubická, Přelouč.[3]
- 1990 Matka s dítětem (Moeder en kind), stadspark Ostrov in Semily.[4]
- 1993 Verbondenheid. bij het gemeentehuis van Borger-Odoorn in Exloo. In samenwerking met Tomas Danilheka.
- 1994 Dansers, Nijkampenweg, Odoorn. In samenwerking met Roman Richtermoc.
- 1995 Drie Zangers, Hoofdstraat/Torenlaan, Borger. In samenwerking met Martin Široký.[5]
- 1995 Výstražný symbol (Waarschuwingssymbool), Sochařský- park, Hořice
- 1997 Veengeest, Gildeweg, Valthermond. In samenwerking met Robert Musil.
- 2011 gedenkplaat voor kardinaal Josef Beran en drie bisschoppen in het kasteel in Myštěves.
- 2013 Jana Nepomuckého, beeld van Johannes Nepomucenus, Češko Selo (Bela Crkva).

## Fotogalerij

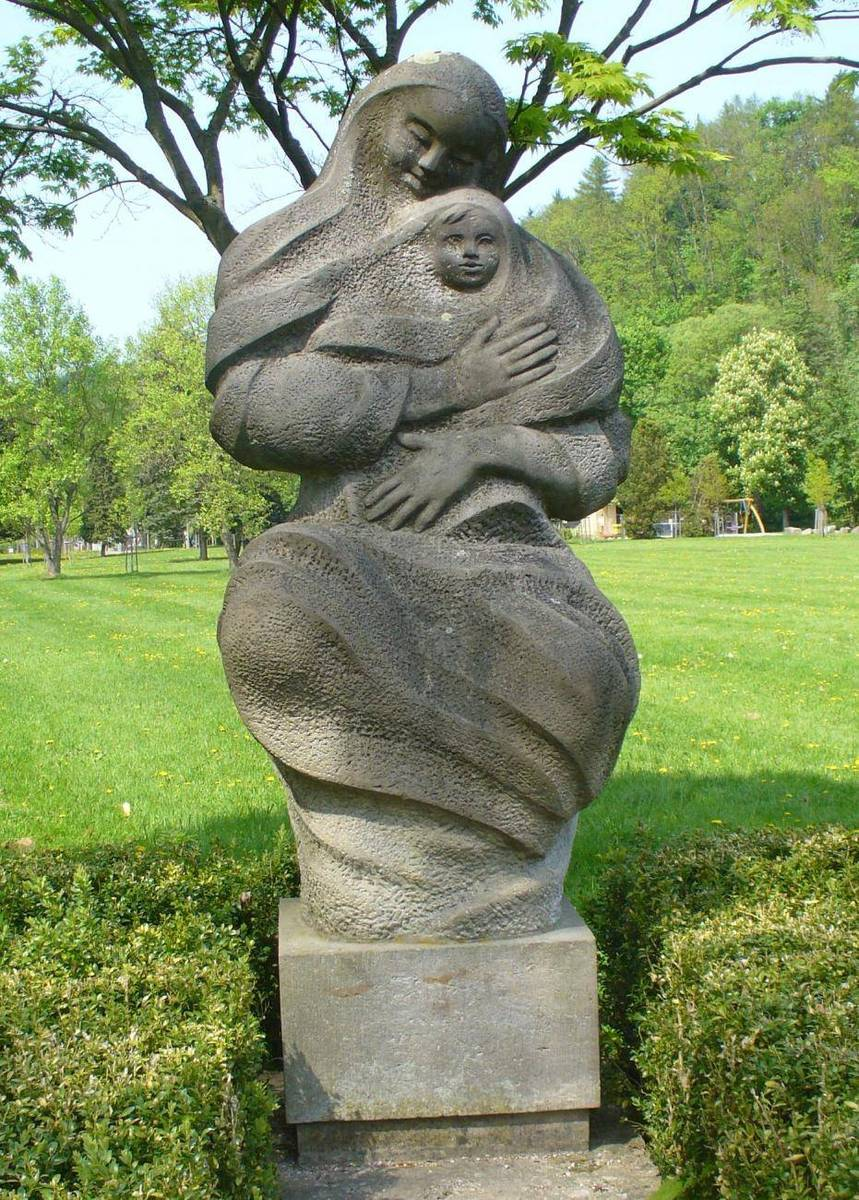
Matka s dítětem (1990), Semily
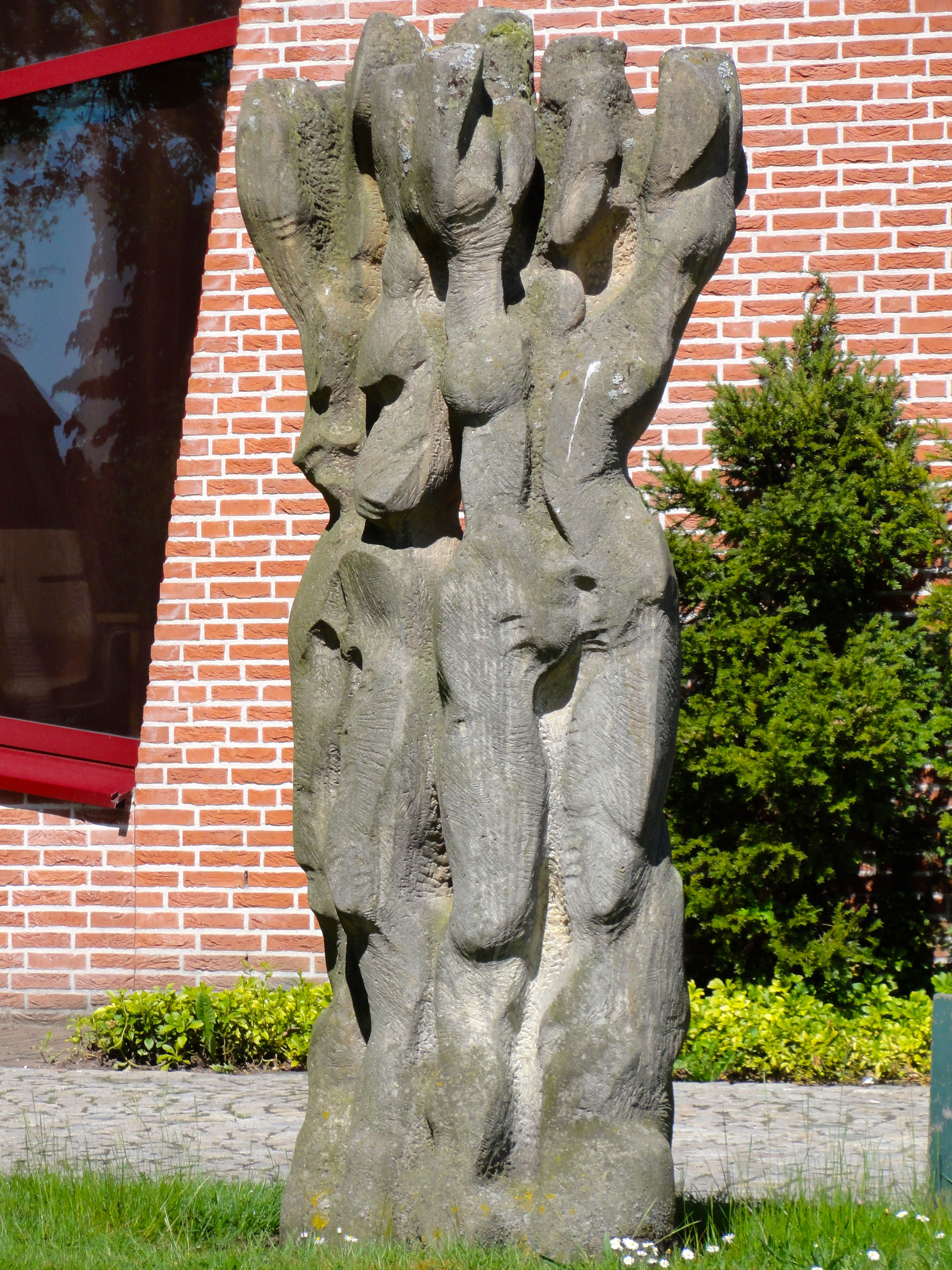
Verbondenheid (1993), Exloo
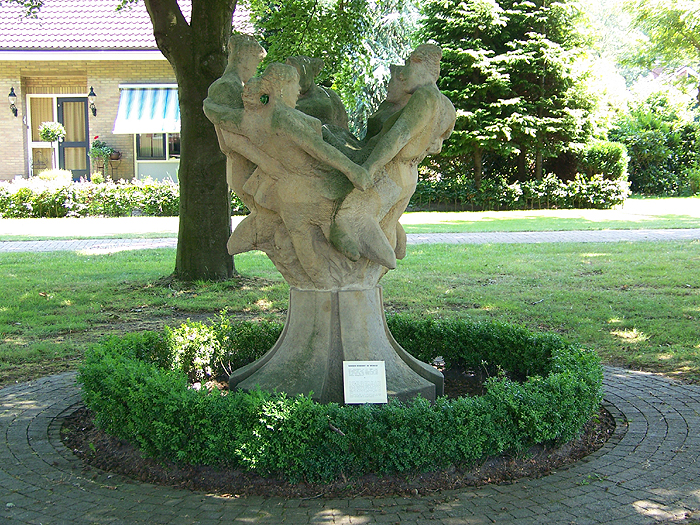
Dansers (1994), Odoorn
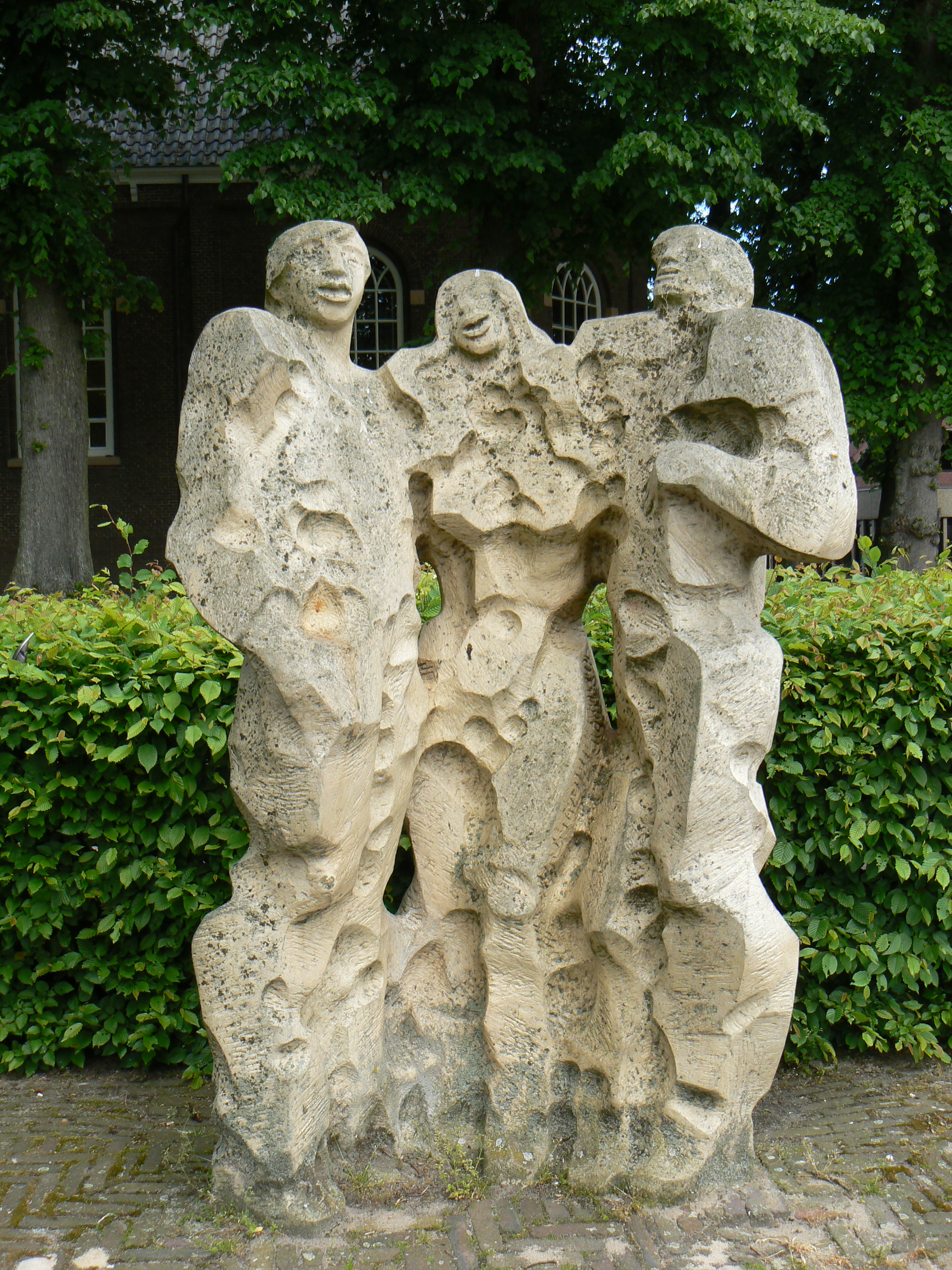
Drie Zangers (1995), Borger
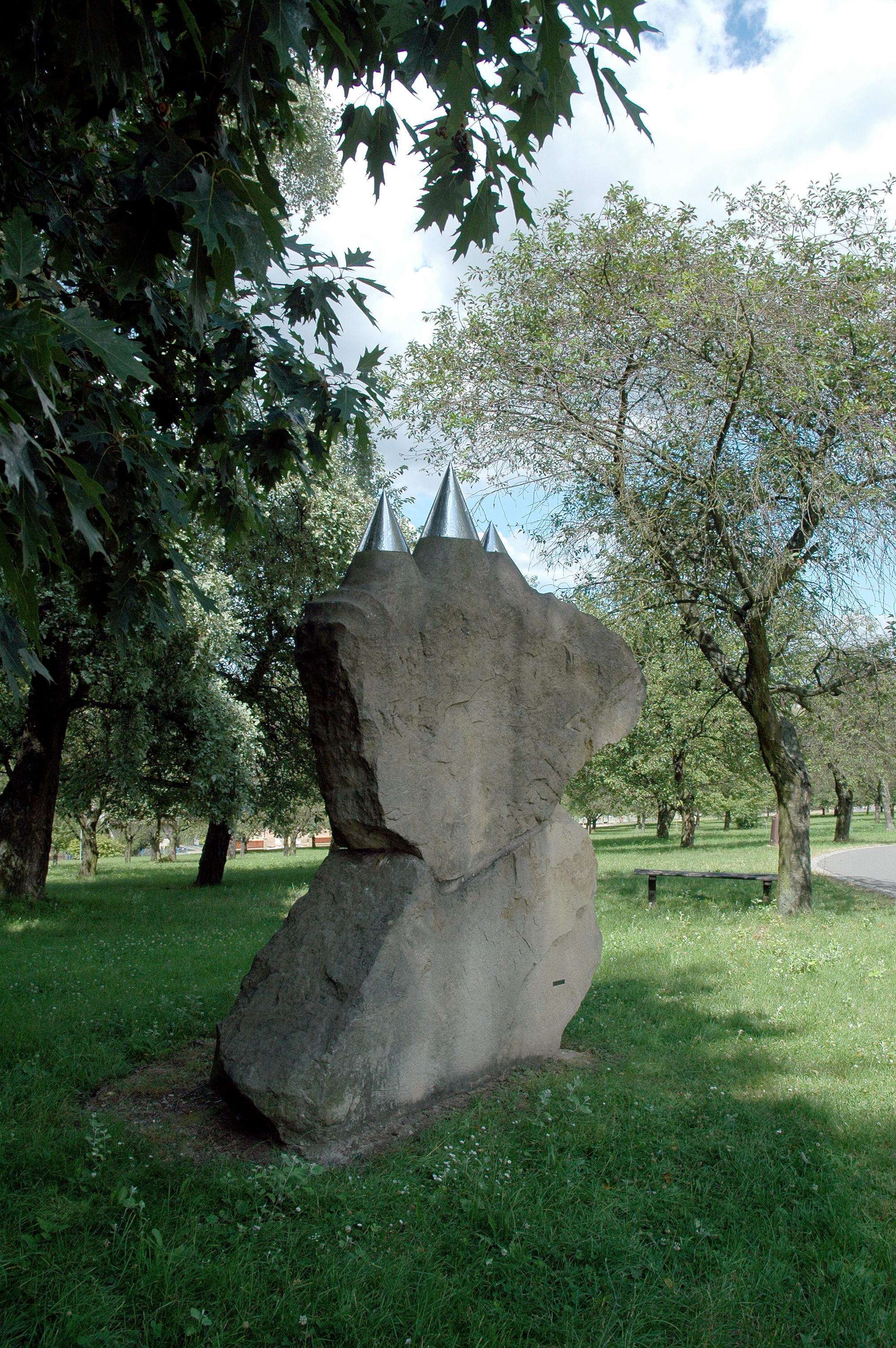
Výstražný symbol (1995), Hořice
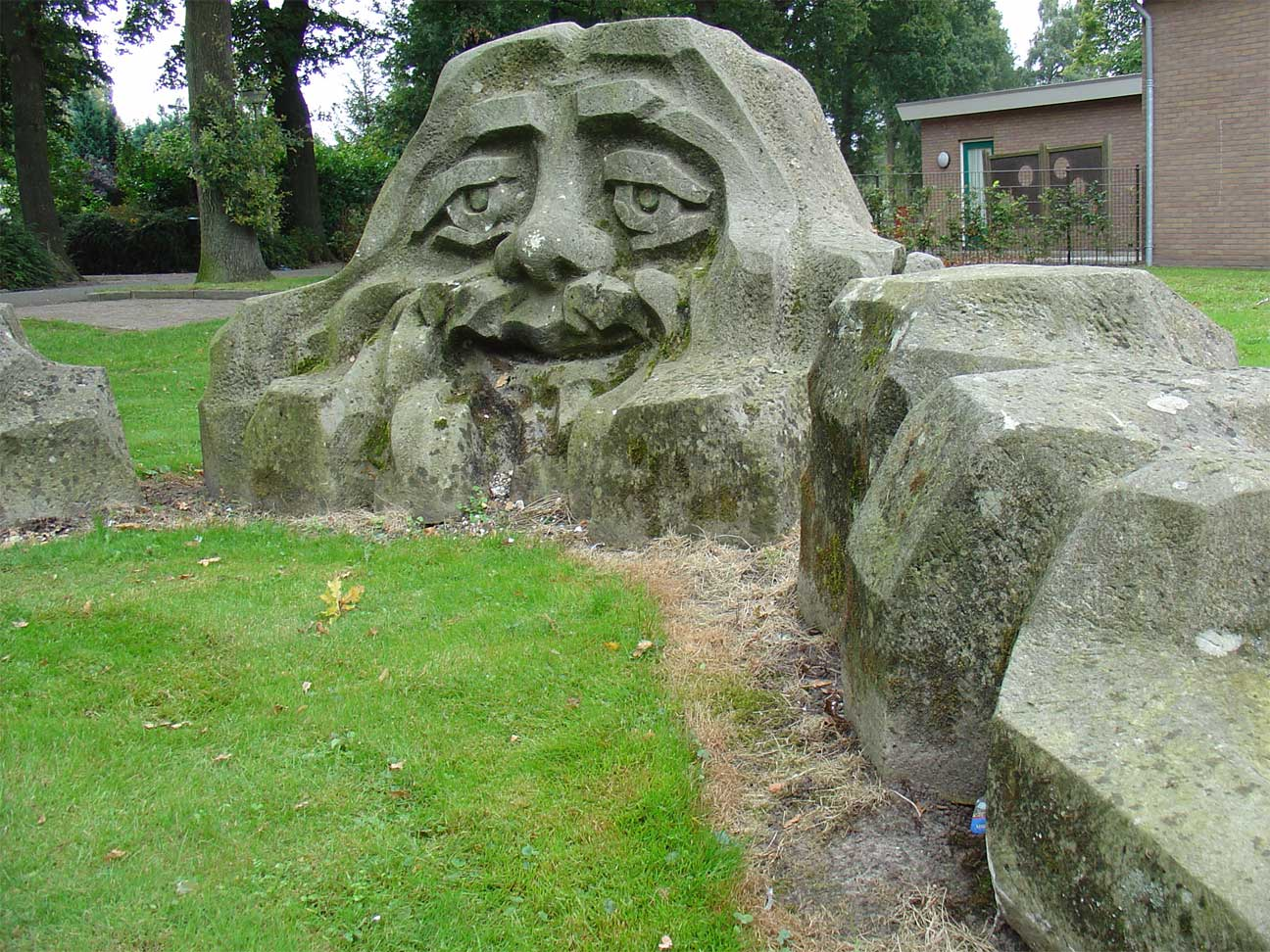
Veengeest (1997), Valthermond

- International Standard Name Identifier: 0000 0000 5532 1777
- Bibliotheek van het Japanse parlement: 00430840
- Nationale Bibliotheek van Tsjechië: jx20041103025
- RKD-Nederlands Instituut voor Kunstgeschiedenis: 320834
- Virtual International Authority File: 67006351